# Martin Wrete
Carl Martin Anshelm Wrete, född 21 april 1896 i Rådmansö församling, Stockholms län, död 1 augusti 1969 i Uppsala domkyrkoförsamling, Uppsala, var en svensk läkare. 
Wrete blev medicine licentiat vid Uppsala universitet 1927 och medicine doktor där 1930 på avhandlingen Morphogenetische und anatomische Untersuchungen über die Rami communicantes der Spinalnerven beim Menschen. Han blev prosektor i anatomi vid Uppsala universitet 1931 och var professor i histologi där 1944–62. Han invaldes som ledamot av Kungliga Vetenskaps-Societeten i Uppsala 1956. Han författade skrifter i anatomi, embryologi, histologi och teratologi.